# Ablerus bidentatus
Ablerus bidentatus är en stekelart som beskrevs av Girault 1913. Ablerus bidentatus ingår i släktet Ablerus och familjen växtlussteklar. Inga underarter finns listade i Catalogue of Life.